# كو تاكامورو
كو تاكامورو (باليابانية: 高師 康) (مواليد 9 نوفمبر 1907)، هو لاعب كرة قدم ياباني سابق كان يلعب كمدافع. سبق له أن لعب مع منتخب اليابان.

## وصلات خارجية
- كو تاكامورو على موقع ناشيونال فوتبول تيمز (الإنجليزية)

- National Football Teams
- Japan National Football Team Database